# Hollande-Méridionale
Pour les articles homonymes, voir Hollande (homonymie).
La Hollande-Méridionale ou Hollande du Sud (en néerlandais : Zuid-Holland, /zœyt ˈɦɔlɑnt/ ) est la province des Pays-Bas la plus peuplée, située sur la côte ouest du pays, bordant la mer du Nord. Comptant environ 3 800 000 habitants (2022), son chef-lieu est La Haye, également ville siège du gouvernement néerlandais, bien qu'Amsterdam, située en Hollande-Septentrionale voisine, soit la capitale.
Outre Rotterdam, connue pour son port d'envergure mondiale, la province compte plusieurs villes qui rayonnent au cours du siècle d'or, telles que Leyde et Delft. La province naît en 1840 de la division de la Hollande en deux entités distinctes — la Hollande-Méridionale et la Hollande-Septentrionale — afin de politiquement rééquilibrer la nation au vu du poids inférieur des autres provinces.

## Géographie
Les villes principales sont La Haye, siège du gouvernement néerlandais, de la Cour internationale de justice et de la Cour pénale internationale, et Rotterdam, connue pour son port international. Les autres villes importantes sont Leyde, Delft, Dordrecht et Gouda.

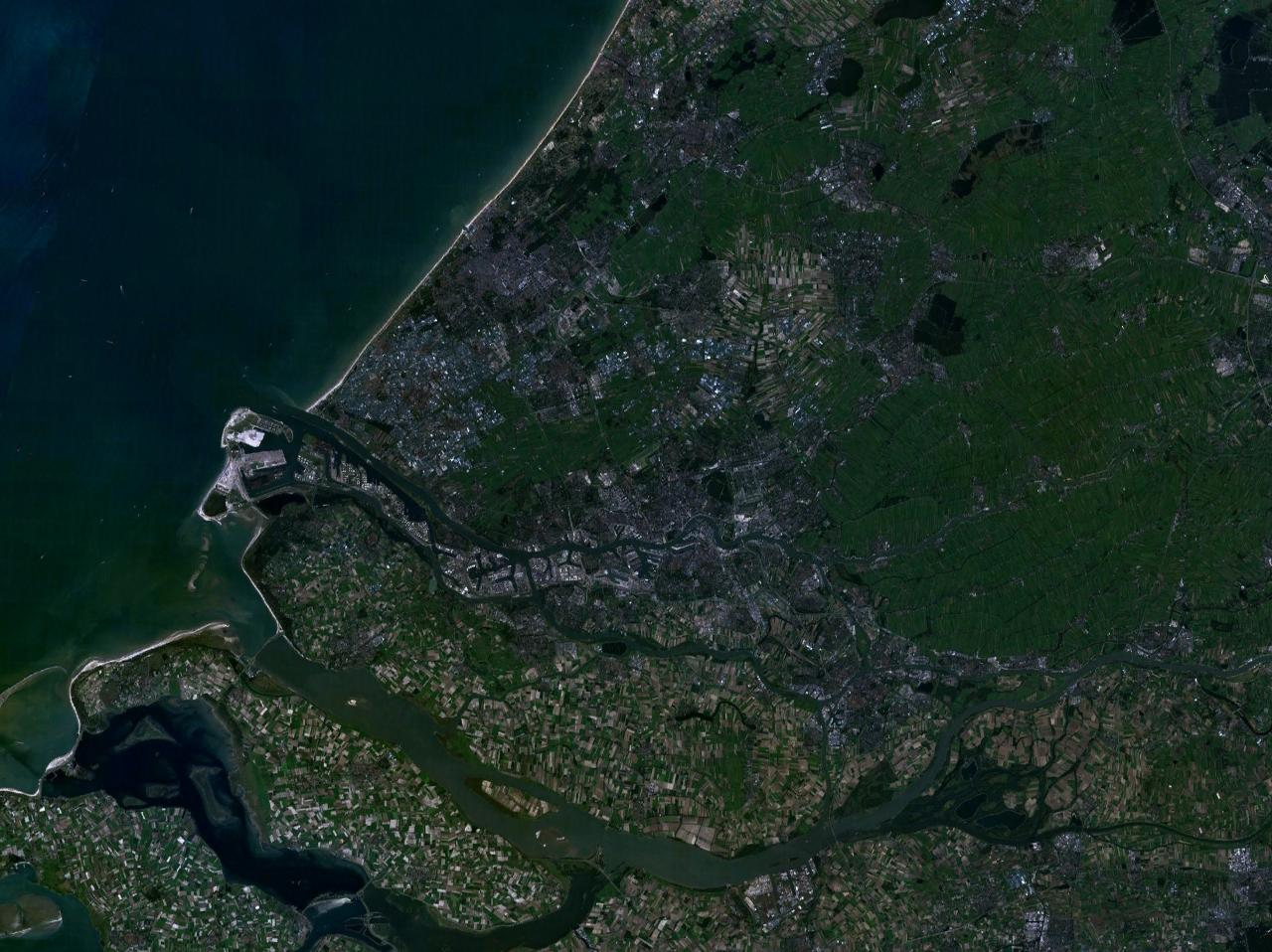
Photographie satellite de la Hollande-Méridionale.

La province est traversée par plusieurs cours d'eau tels que la Nouvelle Meuse (Nieuwe Maas), la Nieuwe Waterweg, la Vieille Meuse (Oude Maas), le Haringvliet et la Hollands Diep. À l'instar de la Hollande-Sepentrionale, elle compte un grand nombre de polders, bordant au nord l'ancien Haarlemmermeer. L'extrémité nord de la Hollande-Méridionale est réputée pour ses champs de fleurs au printemps, notamment à Hillegom et Lisse.
Le sud-ouest de la province est historiquement formé d'un archipel qui fait partie du delta Rhin-Meuse-Escaut, les îles de la Hollande-Méridionale. Le nord-est se compose du Groene Hart. À l'est, la province s'étire jusqu'à Gorinchem et la Gueldre. Elle compte un parc national : De Biesbosch, à cheval sur le Brabant-Septentrional, composé d'un certain nombre d'îles et de vasières fluviales.

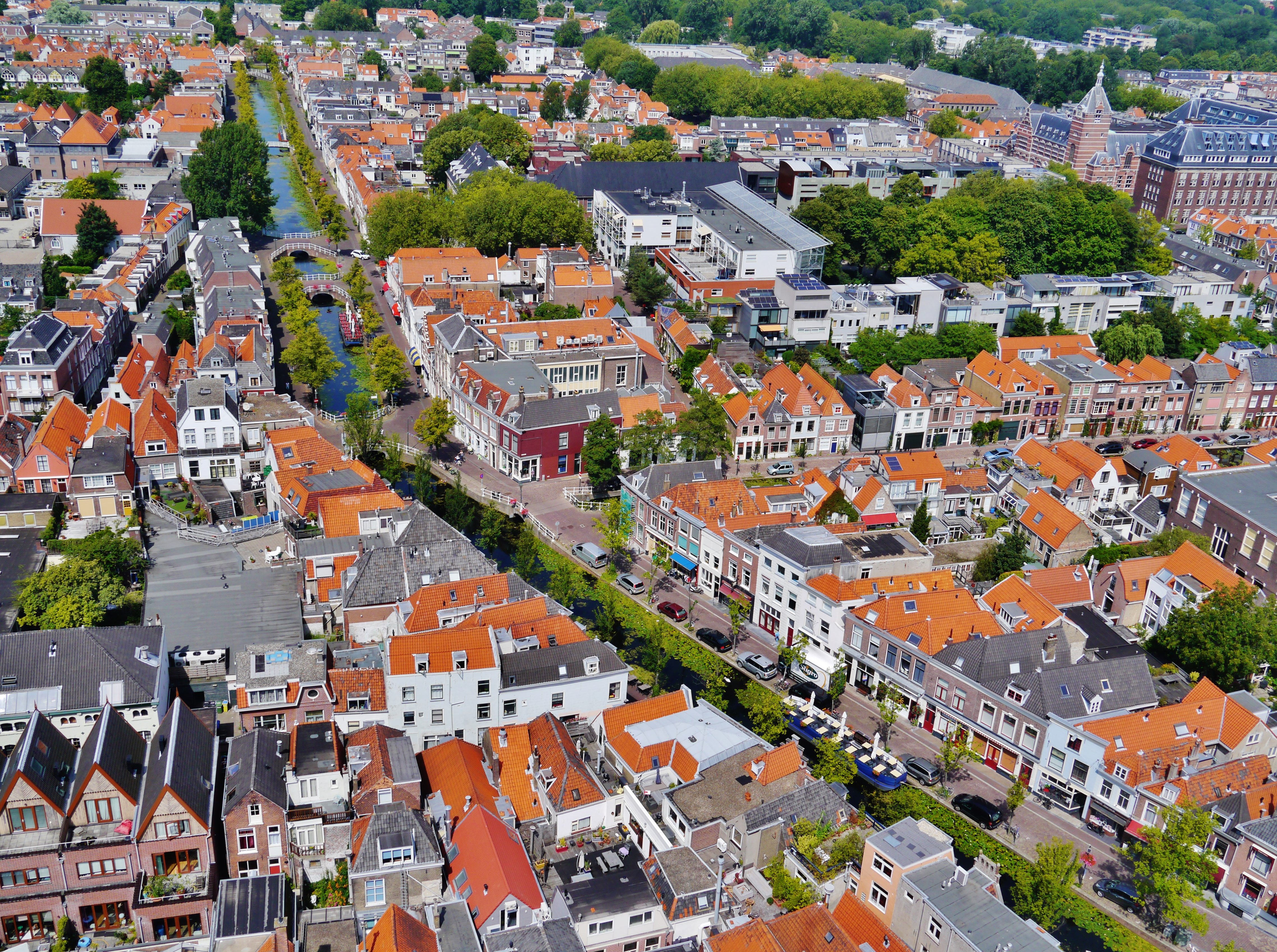
Le centre-ville de Delft.
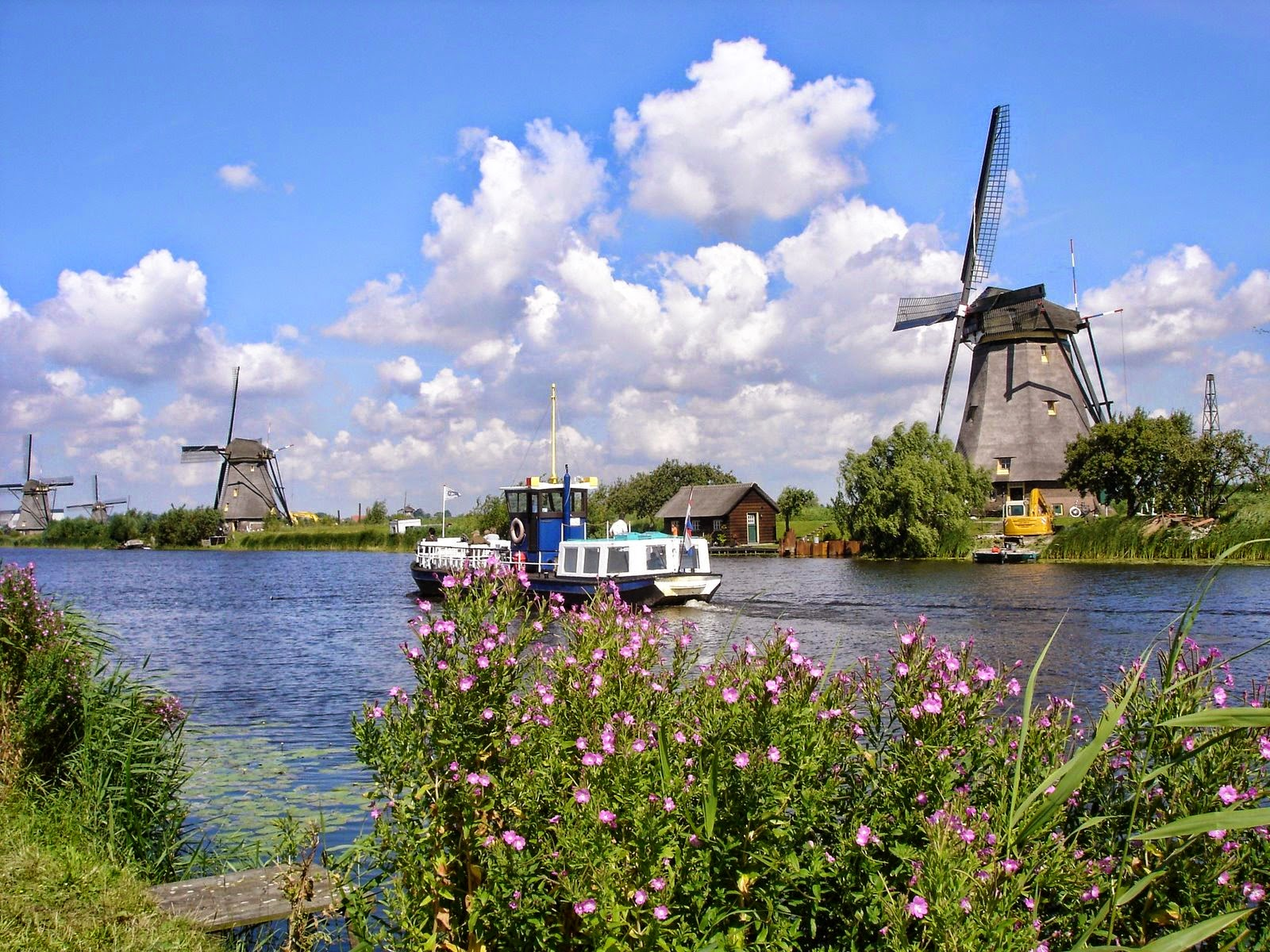
Les moulins à vent de Kinderdijk.
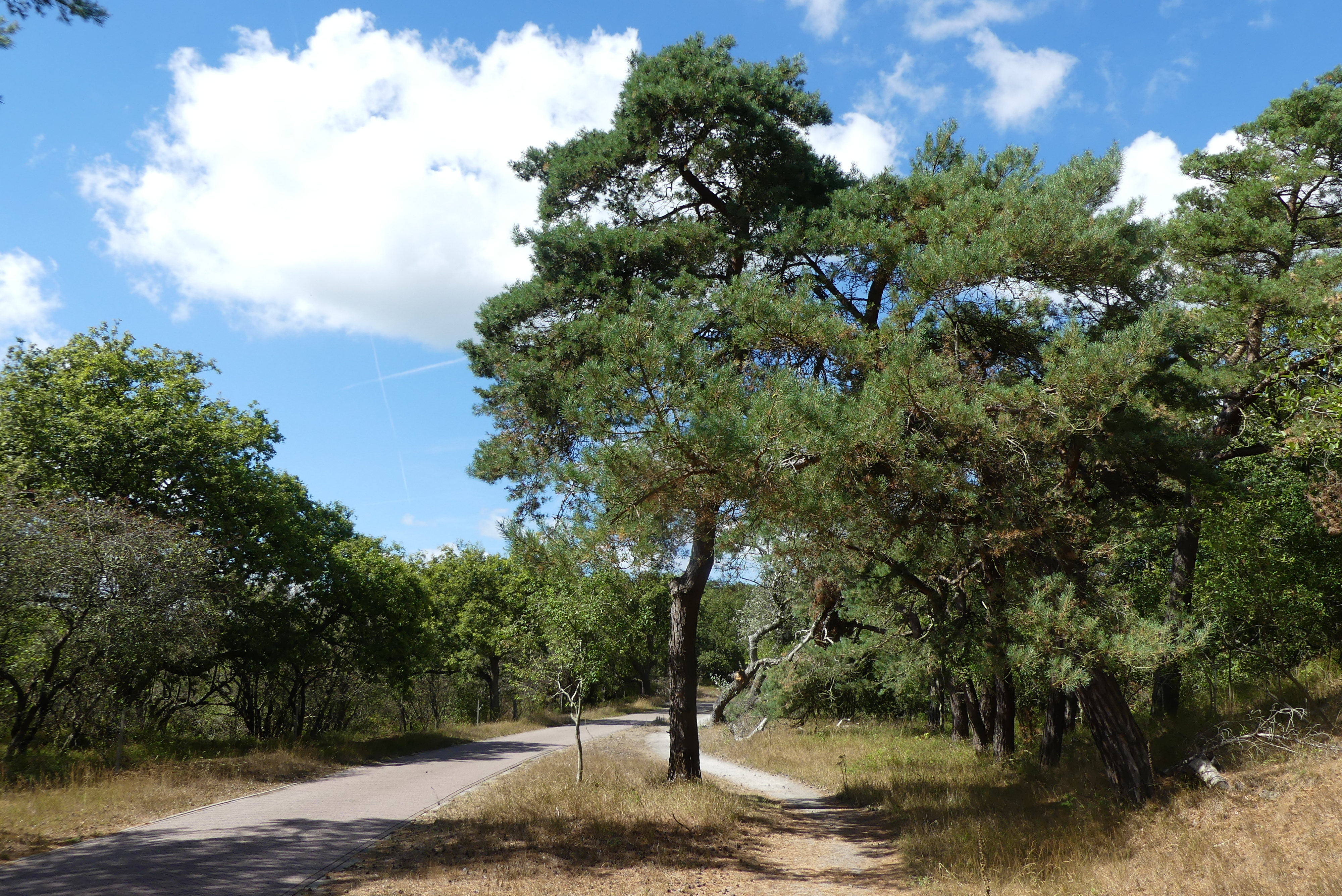
Paysage au nord de La Haye.

Le nom de la province est repris aux États-Unis pour baptiser un village de l'Illinois, South Holland, au sud de Chicago.

## Démographie
La Hollande-Méridionale est la province la plus (densément) peuplée des Pays-Bas, devant sa voisine au nord, la Hollande-Septentrionale.
|            | 31/12/1960 | 31/12/1970 | 31/12/1980 | 31/12/1990 | 31/12/2000 | 31/12/2012 | 31/12/2013 |
| ---------- | ---------- | ---------- | ---------- | ---------- | ---------- | ---------- | ---------- |
| Population | 2 726 204  | 2 997 228  | 3 106 697  | 3 245 447  | 3 420 700  | 3 563 935  | 3 577 032  |

## Administration et politique
Le commissaire du Roi en Hollande-Méridionale est, depuis le 1er janvier 2014, Jaap Smit, de l'Appel chrétien-démocrate (CDA). Les États provinciaux de Hollande-Méridionale comptent 55 élus.
La Hollande-Méridionale est composée de 50 communes (gemeenten) :
| - Alblasserdam - Albrandswaard - Alphen-sur-le-Rhin (Alphen aan den Rijn) - Barendrecht - Bodegraven-Reeuwijk - Capelle aan den IJssel - Delft - Dordrecht - Flardingue (Vlaardingen) - Goeree-Overflakkee - Gorinchem - Gouda - Hardinxveld-Giessendam - La Haye (Den Haag ou 's-Gravenhage,) - Hendrik-Ido-Ambacht - Hillegom - Hoeksche Waard | - Kaag en Braassem - Katwijk - Krimpen aan den IJssel - Krimpenerwaard - Lansingerland - Leiderdorp - Leidschendam-Voorburg - Leyde (Leiden) - Lisse - Maassluis - Midden-Delfland - Molenlanden - Nieuwkoop - Nissewaard - Nordwick (Noordwijk) - Oegstgeest - Papendrecht | - Pijnacker-Nootdorp - Ridderkerk - Ryswick (Rijswijk) - Rotterdam - Schiedam - Sliedrecht - Teylingen - Voorne aan Zee - Voorschoten - Waddinxveen - Wassenaar - Westland - Zoetermeer - Zoeterwoude - Zuidplas - Zwijndrecht |

## Héraldique
| Blason | Blasonnement : D'or au lion de gueules armé et lampassé d'azur. L'écu sommé d'une couronne néerlandaise de marquis et supporté par deux lions semblables à celui de l'écu. Devise: VIGILATE DEO CONFIDENTES en lettres de gueules sur un listel d'or. Commentaires : Ces armes sont reprises de l'écu des comtes de Hollande. Elles furent accordées à la province, ainsi que la devise, le 30 décembre 1959 par un arrêté royal de la reine Juliana. |